# 烏克萊湖
54°11′04″N 10°38′14″E / 54.18444°N 10.63717°E

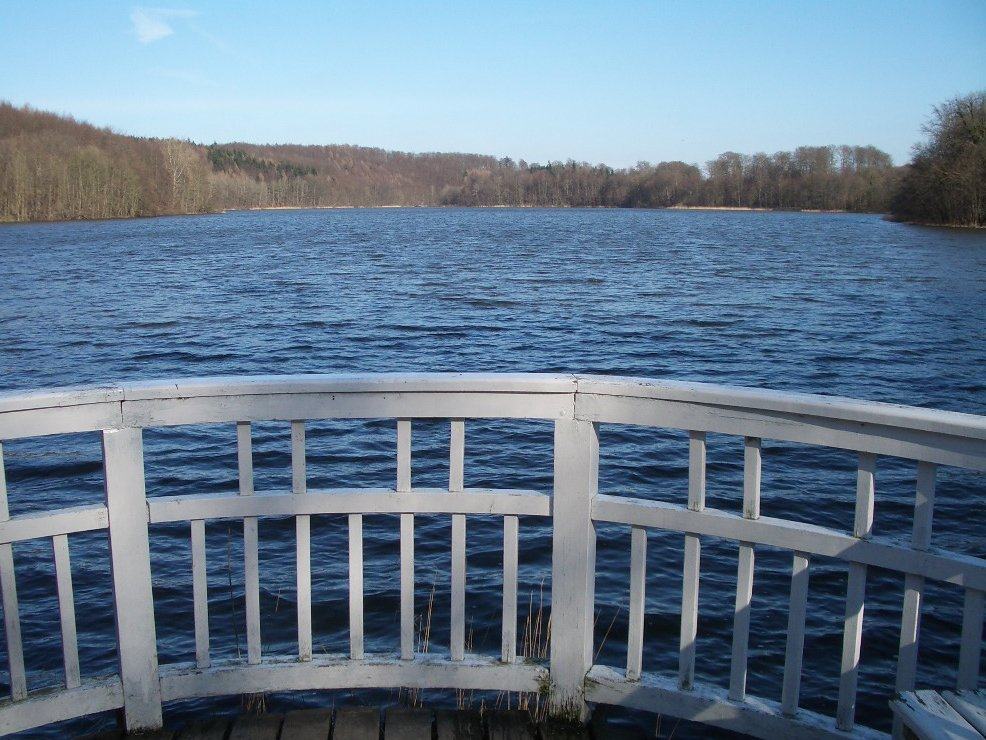

烏克萊湖（德語：Ukleisee），是德國的湖泊，位於該國北部石勒蘇益格-荷爾斯泰因州，由東荷爾斯泰因縣負責管轄，面積0.32平方公里，海拔高度27米，平均水深7.5米，最大水深17米，湖岸線長度3公里。